# Смерчак, Мариан
Мариан Смерчак (словац. Marián Smerčiak; род. 24 декабря 1970 года, Липтовски-Микулаш, Чехословакия) — бывший словацкий хоккеист, игравший на позиции защитника.

## Карьера
Выступал за «Дукла» (Тренчин), ХК «32 Липтовски Микулаш», «Слован» (Братислава), «Гилфорд Флэймз», ХК «Ростокер», ХК «Спишска Нова Вес», ХК «95 Поважска Бистрица».
В составе национальной сборной Словакии провел 88 матчей (8 голов); участник зимних Олимпийских игр 1994, участник чемпионатов мира 1994 (группа C), 1995 (группа B) и 1996, участник Кубка мира 1996.

## Достижения
- Чемпион Чехословакии (1992)
- Чемпион Словакии (1994, 1997), серебряный призер (1995, 1996)